# Mario Maria Martini
Mario Maria Martini (1880 – 1953) è stato uno scrittore italiano. Fu attivo a Genova nella prima metà del XX secolo.

## Biografia

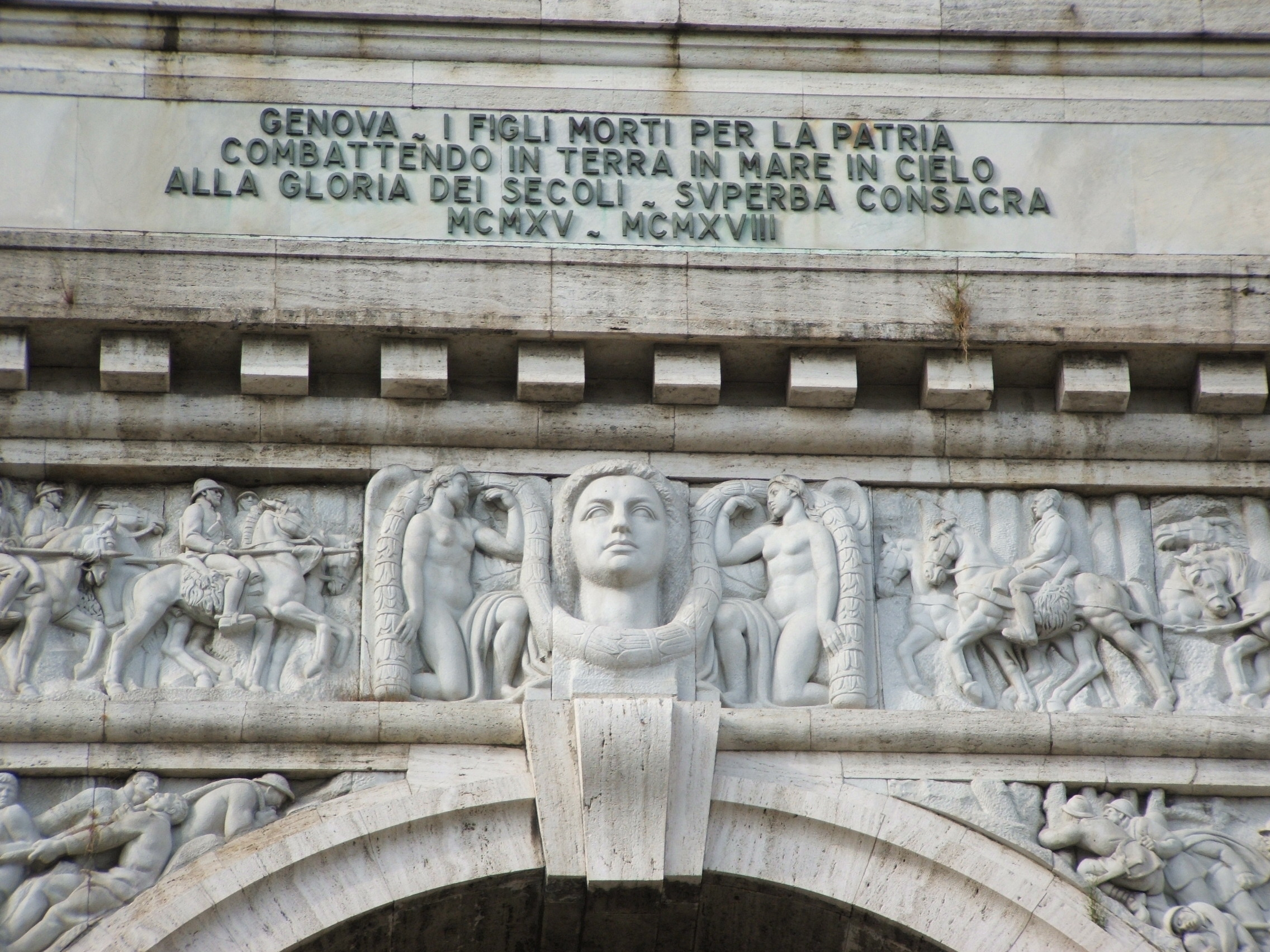
Epigrafe composta da Martini sull'Arco della Vittoria

Seguace di Gabriele D'Annunzio, partecipò all'impresa di Fiume, esperienza che lo portò a scrivere "La passione di Fiume", in cui raccolse documenti raccontò i fatti e gli eventi vissuti in loco dal Martini stesso, che venne edito dalla Sonzogno nel 1919.
A Fiume conobbe Giovanni Comisso, che spinse a trasferirsi a Genova nei primi anni '20 per farlo collaborare alla rivista che aveva intenzione di fondare.
Collaborò con diversi quotidiani genovesi, in particolar modo con “Il Caffaro” (1903-1929) e “Il Giornale di Genova”  (1930-1943).
Fondò e diresse tre periodici: “Il Convito” (1902), “La Rassegna Latina” (1907-1908), “Le Opere e i Giorni” (1922-1938), che videro la collaborazione di numerosi intellettuali, tra i quali si possono ricordare Luigi Pirandello, Guido Gozzano, Carlo Vallini, Eugenio Montale e Giuseppe Tomasi di Lampedusa.
Fu inoltre amico dello sportivo e pioniere del volo Giovanni Balbi di Robecco, di cui battezzò lo sperimentale velivolo, completato nel 1910, "Issione", traendo il nome dall'omonimo personaggio mitologico che concupì una nuvola mutata in donna da Zeus.
Venne scelto per comporre le epigrafi commemorative dei caduti genovesi della prima guerra mondiale sull'Arco della Vittoria, inaugurato a Genova il 31 maggio 1931.

## Opere
- La passione di Fiume (1919)
- Immagini allo specchio (1926)
- Mercanti e navigatori liguri. (1930)
- Il cuore del tempo" (1935)